# قرار مجلس الأمن التابع للأمم المتحدة رقم 1764
قرار مجلس الأمن التابع للأمم المتحدة رقم 1764 بالإجماع في 29 يونيو 2007. بعد الإشارة إلى جميع قراراته السابقة ذات الصلة، وأيضا إلى الاتفاق الإطاري العام للسلام في البوسنة والهرسك. وافق المجلس على تعيين السيد ميروسلاف لاجاك كمندوب سام خلفا للسيد كريستيان شوارتز شيلينغ.

## روابط خارجية
- نص القرار في undocs.org